# Wazeba

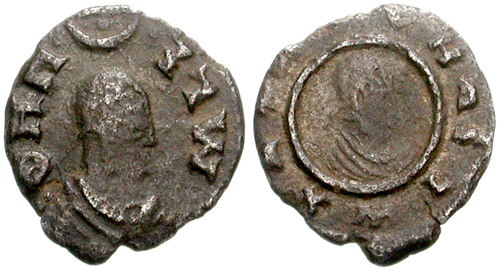
Münze des Wazeba

Wazeba war ein König des Aksumitisches Reiches in Afrika. Er regierte am Beginn des vierten Jahrhunderts und ist fast nur durch seine Münzen bekannt.
Wazeba ist der erste Herrscher, dessen Prägungen auch Legenden auf Altäthiopisch und nicht nur auf Griechisch führen. Er ist der einzige Herrscher, dessen Goldprägungen Altäthiopisch tragen. Auf einigen Münzen erscheint auch ein Symbol, das Ousanas benutzte, so dass vermutet wurde, dass beide Herrscher eine Zeit lang zusammen regierten.